# Marienkirche (Waren)

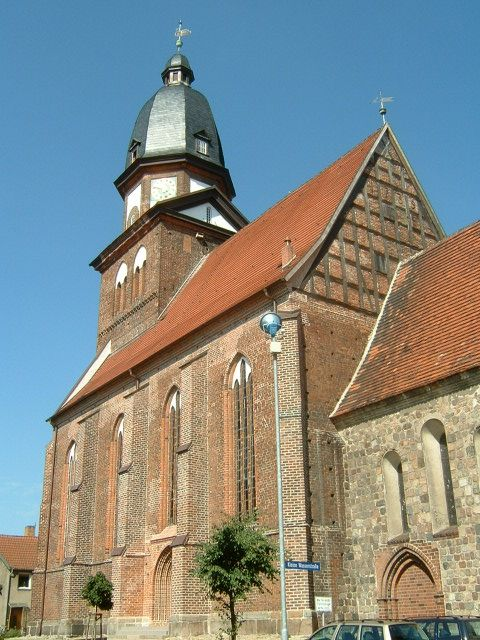
St. Marienkirche

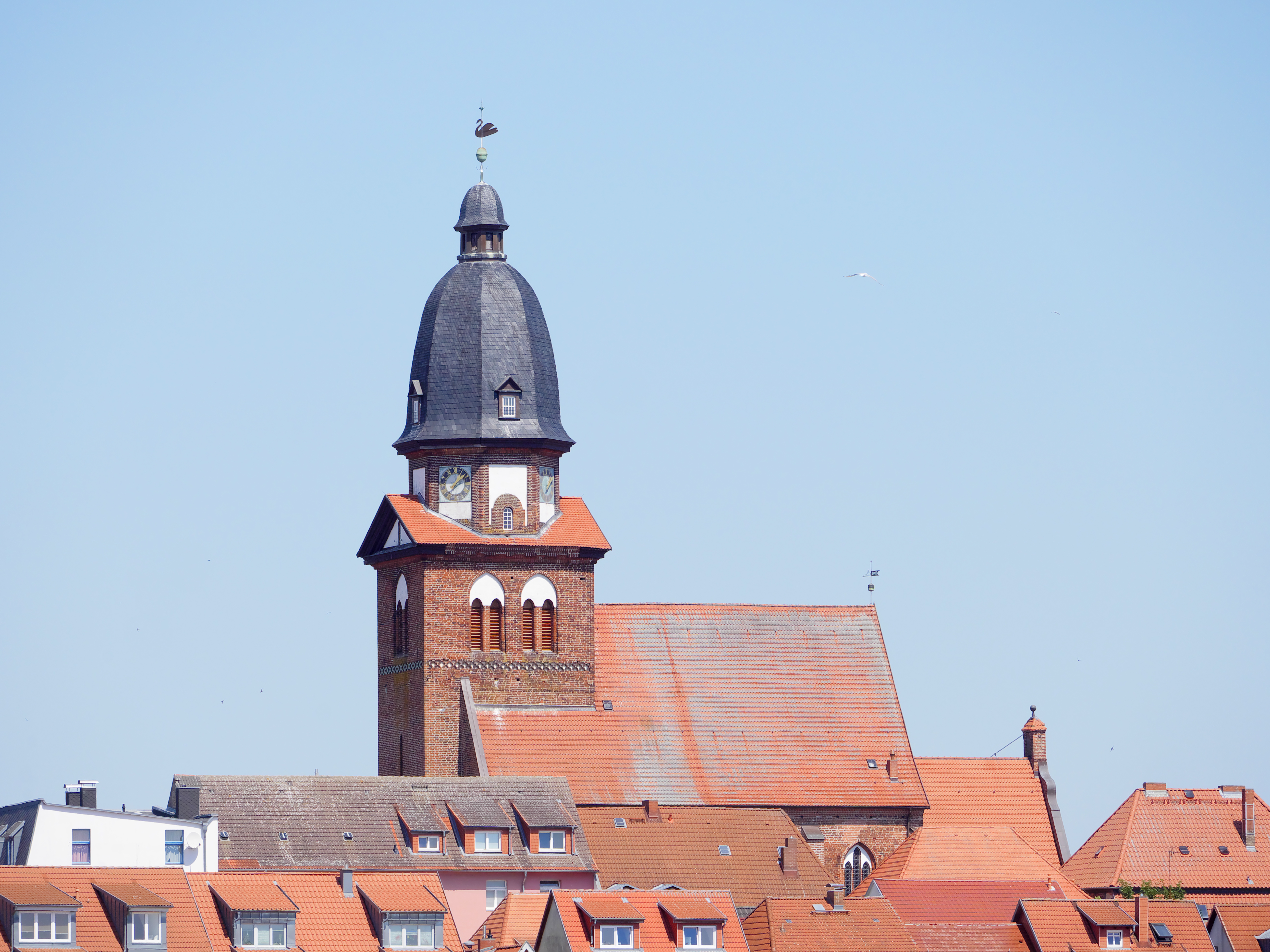
St. Marienkirche von der Müritz aus gesehen

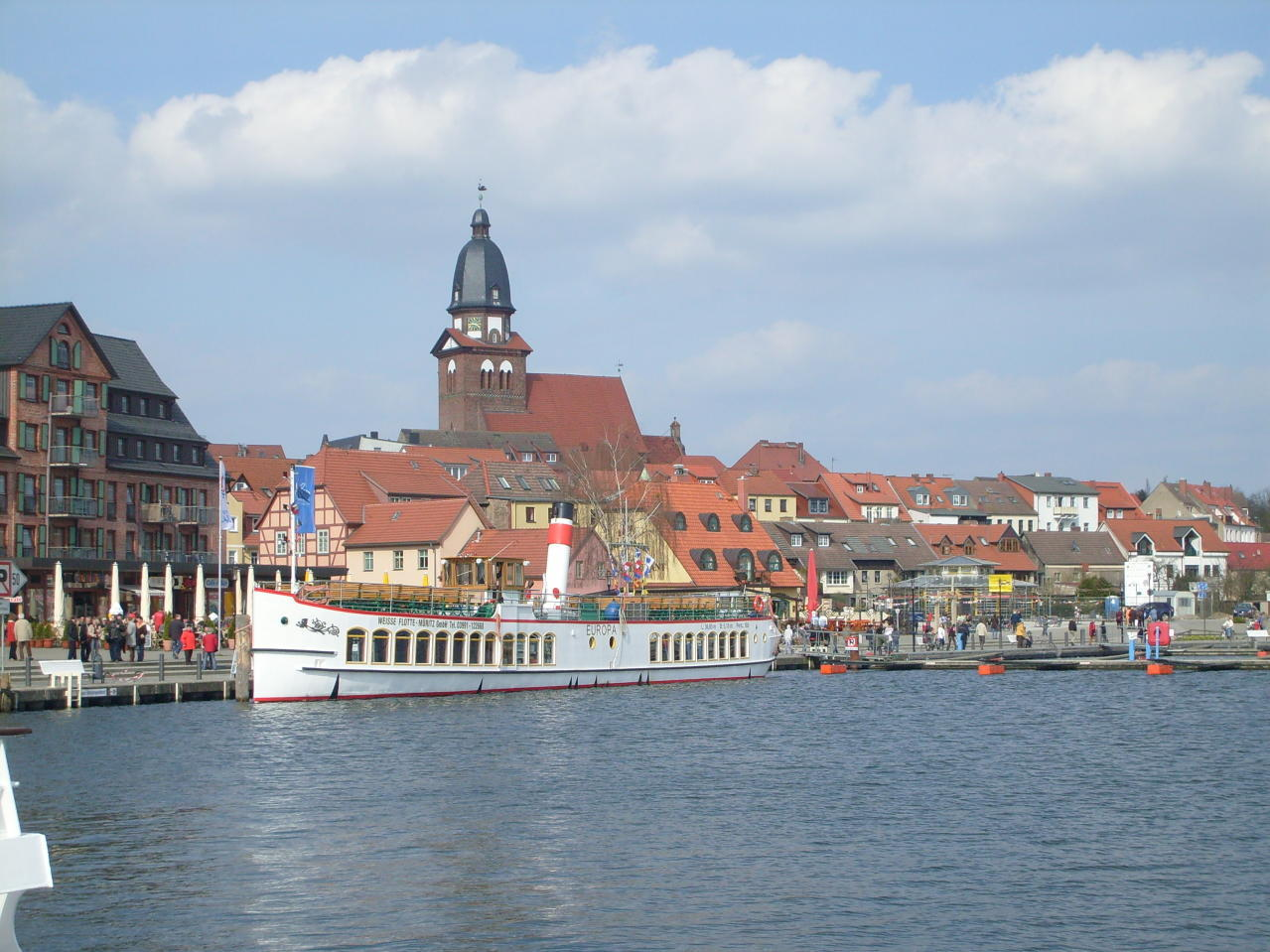
Ansicht vom Stadthafen

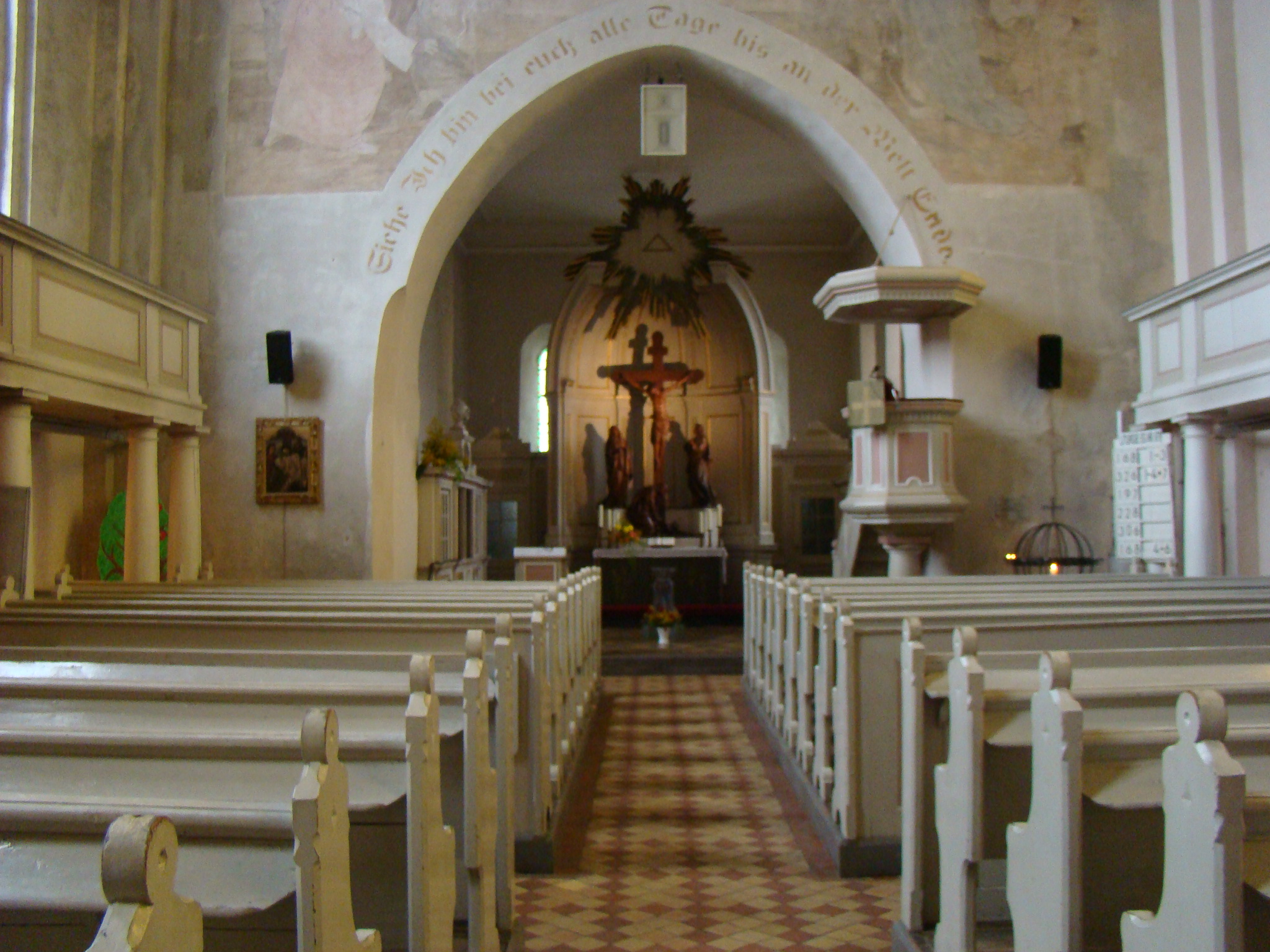
Blick zum Chor

Die Marienkirche in Waren (Müritz), die Niege Kerk, ist eine evangelische Pfarrkirche im Osten des historischen Stadtkerns von Waren (Müritz). Um die Marienkirche herum entstand der heute als Neustadt bezeichnete Teilbereich des historischen Stadtkerns.
Die Kirche gehört zur Propstei Neustrelitz, Kirchenkreis Mecklenburg der Evangelisch-Lutherischen Kirche in Norddeutschland.

## Chronik und Beschreibung
Die Pfarrkirche St. Marien ist ein rechteckiges einschiffiges Backsteingebäude. Sie entstand aus den Überresten der Burgkapelle des Fürsten Nikolaus I. aus der Zeit vor 1225, die innerhalb der nicht mehr existierenden, am höchsten Punkt der Stadt angelegten Warener Burg der Herren zu Werle war. Erhalten geblieben sind der rechteckige Feldsteinchor und die Sakristei, die zu Beginn des 13. Jahrhunderts im Baustil der Romanik errichtet worden war. Dieser Teil der Kirche ist das älteste erhalten gebliebene Bauwerk der Stadt Waren. Zu Beginn des 14. Jahrhunderts wurde diese Kapelle den Erfordernissen der wachsenden Stadt angepasst. An dem Chor wurde ein gotisches dreischiffiges Langhaus angefügt.
Während des Dreißigjährigen Krieges im Jahr 1637 stürzte nach einem Großbrand die Decke ein und die Kirche brannte aus. Über 100 Jahre blieb das Gebäude eine Ruine, bevor es 1739 ein neues Dach bekam. Ein grundlegender Wiederaufbau erfolgte 1790–1792 nach den Plänen des Hofbaumeisters Johann Joachim Busch im klassizistischen Stil. Dabei wurde aus der dreischiffigen Hallenkirche durch die Entfernung der Gewölbepfeiler eine einschiffige Saalkirche. Das äußere Erscheinungsbild blieb unverändert und die Fenster der Sakristei im Stil der Romanik gestaltet. Am 26. August 1792 erfolgte die erneute Weihe des Gotteshauses. Sieben Jahre später wurde die steile Turmhaube mit Laterne im spätbarocken Stil auf die Reste des mittelalterlichen Turmes gebaut. Dabei wurden auf die West- und Ostseite Dreiecksgiebel aufgesetzt. Darüber kam die Turmspitze mit achteckigem Schaft und schlankem, kuppelartigem Helm. An dessen Spitze befindet sich eine kleine Laterne mit kuppelförmiger Haube. Diese krönt eine Windfahne in Form eines Schwanes. Der Kirchturm verfügt seit dem Jahr 1995 über eine Aussichtsplattform in 45 Meter Höhe, die durch eine 176-stufige Treppenanlage zu erreichen ist. Der gesamte Turm ist 54 Meter hoch.
Während der Befreiungskriege wurde die Kirche als Stroh- und Heuspeicher genutzt. Erst nach Kriegsende erfolgte eine weitere Renovierung. So wurden der Taufständer im Jahr 1817 und die Orgel im Jahr 1819 ergänzt. Im Jahr 1884 erfolgte eine Umgestaltung der Inneneinrichtung im neugotischen Stil. Dabei wurde in den Jahren 1894 bis 1898 unter Baumeister Georg Daniel auch der Turm umgebaut, damit er Glockenstuhl und Glocken aufnehmen konnte. Diese wurden, mit Hilfe einer Stiftung von Herzog Friedrich Franz II., drei Jahre später ergänzt. Am 6. Juli 1901 erfolgte der erste Gottesdienst der Kirchgemeinde und die Weihe der neuen Glocken.
Aus akustischen Gründen wurde die Kanzel im Jahr 1909 vom Chorraum an den heutigen Standort umgesetzt. Weiterhin wurden die Kreuzigungsgruppe für den Chorraum angeschafft und der Chorbogen farblich mit einem Wandgemälde gestaltet.
Bereits im Jahr 1917, während des Ersten Weltkrieges, wurden die Glocken konfisziert und eingeschmolzen. Sie wurden im Jahr 1922 durch das heutige Geläut ersetzt.
Dieses sind die im Turm befindlichen drei Stahlglocken der Gießerei Ulrich & Weule (Apolda & Bockenem), welche auf die Töne „Fis“, „A“ und „Cis“ gestimmt sind. Die Durchmesser der Glocken betragen bei der größten Glocke 1,39 Meter bei einer Masse von 1100 kg, bei der mittleren Glocke 1,14 Meter bei 600 kg und bei der kleinen Glocke 0,90 Meter bei 350 kg. Die Aufschriften der Glocken (der Größe nach sortiert) lauten:
1. „Hart wie Stahl ist unsere Zeit“
2. „Unsagbar schwer des Volkes Leid“
3. „Gott, schenke uns deine Barmherzigkeit“

Im Jahr 1963 wurde durch die neue Bemalung z. B. das Wandbild von Fritz Greve übermalt. Dieses wurde inzwischen wieder freigelegt und wartet auf seine restauratorische Wiederherstellung. Von 1993 bis 1995 erfolgten umfangreiche Renovierungsarbeiten in der gesamten Kirche. Seitdem kann die Kirche auch nachts beleuchtet werden. Anschließend folgten die Modernisierung der Glockenanlage, die Sanierung der Pfeiler der Südseite (1996–1997) und die Sanierung der Nordpfeiler im Jahr 2000. Im Jahr 2001 folgten die Sanierung des Ostgiebels und die Neubemalung des Innenraumes im Bereich der Empore. Im Jahr 2003 wurden das Südportal und das Dach auf der Südseite saniert.

## Ausstattung

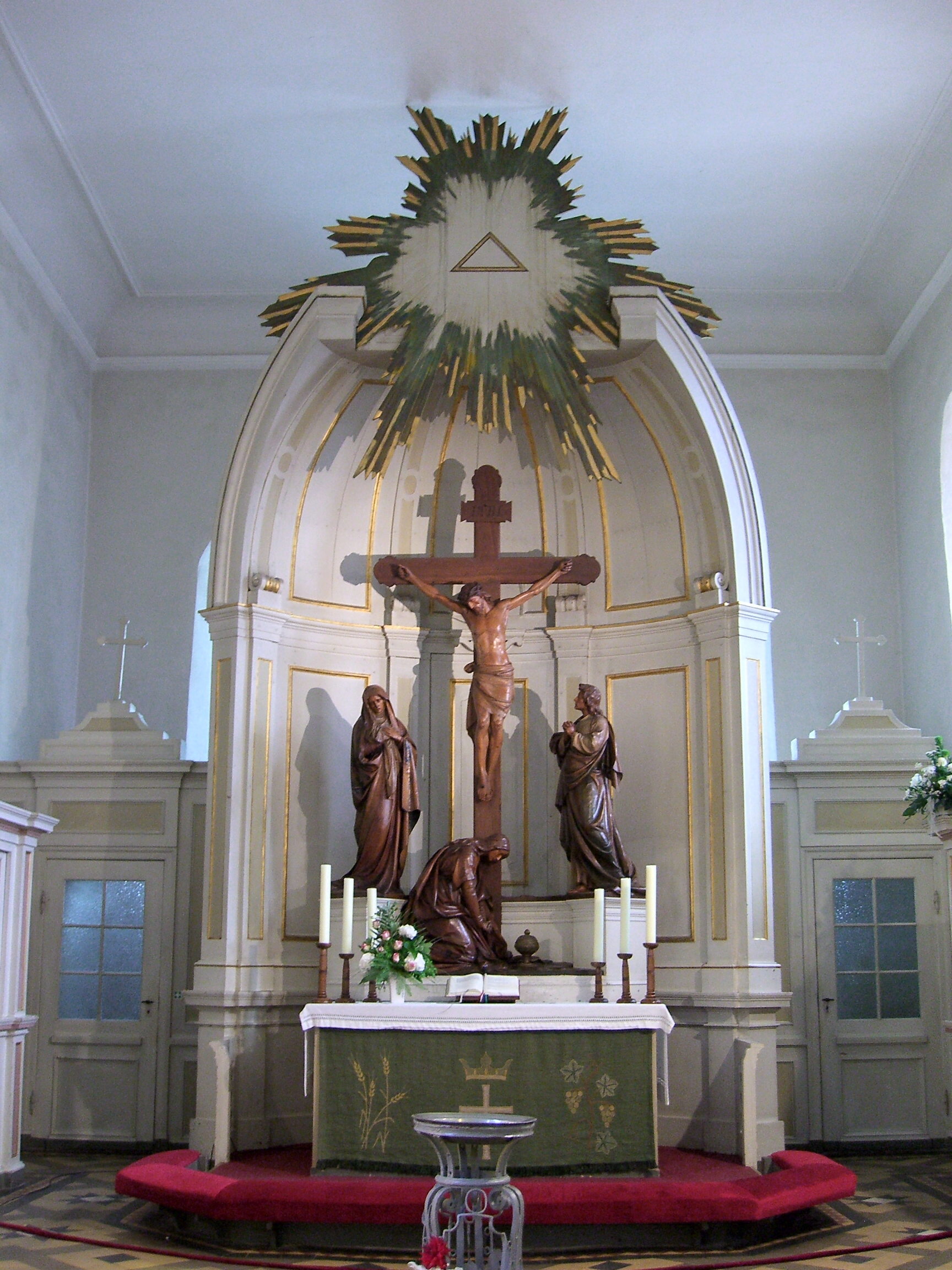
Altar

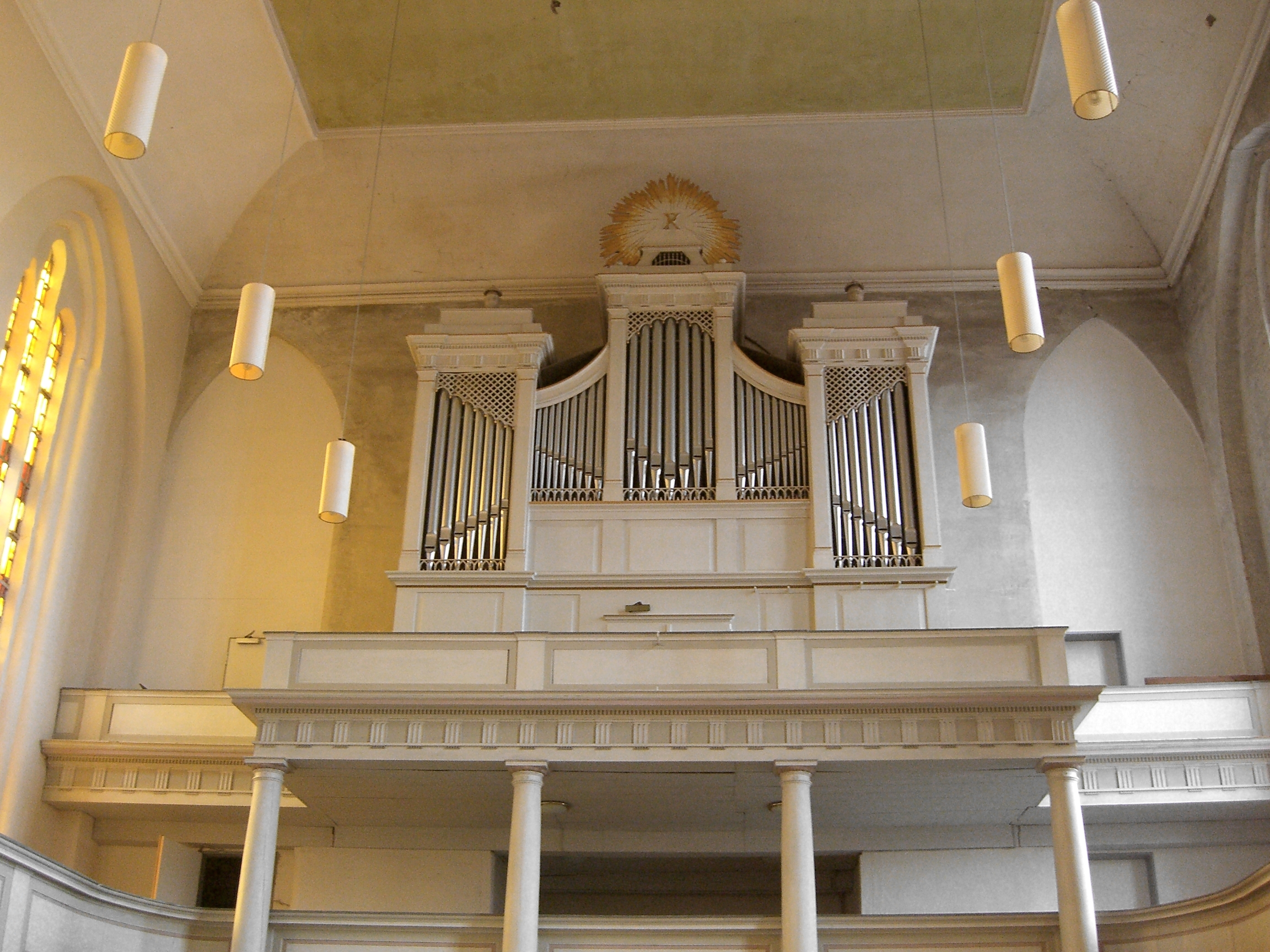
Schmidt-Orgel

Der Innenraum ist überwiegend schlicht weiß gestrichen und im klassizistischen Stil gestaltet. Dreiseitig sind im Langhaus Emporen angebracht. Die Kirchensaaldecke ist eine Hängekonstruktion aus Holz und hat die Form eines Spiegelgewölbes.
- Altar: ursprünglich als Kanzelaltar konzipiert
- Zwei Betstühle an der Süd- und Nordwand des Chores mit klassizistischem Ornament; einmal mit Bild der Marienkirche für die Pastorenfamilie und einmal mit Stadtwappen für den Stadtmagistrat
- Kreuzigungsgruppe, als Tiroler Holzschnitzerei aus Lärchenholz von Ferdinand Demetz aus St. Ulrich in Gröden. Darauf dargestellt sind neben dem gekreuzigten Christus, seine stehende Mutter Maria und der Apostel Johannes. Am Kreuzstamm kniet betend Maria Magdalena mit dem Salbgefäß.
- Kanzel von 1792
- Taufschale aus Zinn mit schmiedeeisernem Taufständer; im Jahr 1817 vom Warener August Nies gefertigt
- Gemälde aus der Zeit um 1530 mit der Darstellung der Kreuzabnahme Christi. Es wurde von einem unbekannten italienischen Künstler gefertigt und im stark beschädigten Zustand in der Kirche Federow aufgefunden und vom Küster Schütt restauriert. Es befindet sich seit dem Jahr 1975 in der Kirche.
- Orgel: Sie wurde von Johann Jochen Michel Schmidt aus Malchin in den Jahren 1818 bis 1820 gebaut. Sie verfügt über 912 Pfeifen verteilt auf 15 Register. Sie wurde im Jahr 1995 restauriert. Dabei wurden der Spieltisch und die Klaviatur rekonstruiert.
- Triumphbogenwandgemälde Himmelfahrt Christi am Chor von Fritz Greve von 1913; Es zeigt Christi Himmelfahrt. Bei der Neugestaltung des Kirchenraumes 1963 wurde dieses Gemälde aus theologischen Bedenken überstrichen und war unter drei Farbschichten verborgen. Die in goldenen Lettern angebrachte Inschrift „Siehe, Ich bin bei euch alle Tage bis an der Welt Ende“ (Mt. 28, 20) ist seit ihrer Freilegung im Jahre 2000 bereits wieder zu lesen. Das komplette Gemälde ist seit 2013 wieder sichtbar.